# Мордасов, Николай Васильевич
Николай Васильевич Мордасов (1931 — 7 мая 2001, Ростов-на-Дону) — советский и российский джазовый педагог, саксофонист, аранжировщик, композитор.

## Биография
Впервые аранжировками Николай Мордасов стал заниматься в 1948 году, когда организовал ростовской школе № 78 свой первый эстрадно-джазовый коллектив.
В 1985 году Николай Мордасов создал первый в Ростове детский джаз-оркестр в Детской музыкальной школе им. Глинки (4 трубы, 5 саксофонов, 3 тромбона, ритм-секция). Созданный им детский биг-бэнд выступал на многих джазовых фестивалях.
В 1999 году у Николая Мордасова вышли два сборника детских джазовых пьес для фортепиано и ансамбля «в четыре руки».

## Нотные издания Н. В. Мордасова
- Мордасов Н. В. Сборник ансамблей в стиле джаза. — Ростов-на-Дону: Феникс, 1996. — 40 с.
- Мордасов Н. В. Сборник джазовых пьес для фортепиано. — Ростов-на-Дону: Феникс, 1999. — 56 с.
- Мордасов Н. В. Сборник ансамблей для фортепиано в стиле джаза в 4 руки. — Ростов-на-Дону: Феникс, 1999. — 56 с.
- Мордасов Н. В. Сборник джазовых пьес для фортепиано. — Ростов-на-Дону: Феникс, 2013. — 54 с. — ISBN 979-0-66003-168-1.
- Мордасов Н. В. Альбом джазовых пьес для фортепиано. — Ростов-на-Дону: Феникс, 2016. — 54 с. — ISBN 979-0-66003-385-2.

## Цитаты
- «За всю свою жизнь он написал огромнейшее количество композиций, авторство которых безвозвратно потеряно: страдая патологической застенчивостью, педагог считал свои пьесы „производственной необходимостью“ и подпись не ставил»[1] — Ольга Коржова, 2001 г.

## Семья
- Мордасов, Андрей Николаевич — сын, руководитель ансамбля песни и пляски Южного военного округа, Заслуженный артист Республики Ингушетия, доцент Ростовской государственной консерватории, лауреат международных и всероссийских конкурсов[3][2].